# Байтик Баймамбетулы
Байтик Баймамбетулы (каз. Бәйтік Бәймәмбетұлы, около 1762—1841) — казахский батыр из рода шомекей племени алимулы. Защищал районы Жанадарии и Куандарии от войск Хивинского и Кокандского ханств. Возглавлял переселение родов Младшего жуза в окрестности Жанадарии. Сведения о подвигах Байтика содержатся в произведениях казахского устного творчества (Балкы Базара, Турмагамбета Изтлеуова, Омара Шораякулы). Белое знамя Байтика, с которым он участвовал в сражениях, перешло к его сыну Тоганас-батыру и хранится у их потомков в городе Кызылорда.